# Goloboffia
Goloboffia is een geslacht van spinnen uit de familie Migidae dat in 2001 door Griswold & Ledford beschreven werd. Het bevatte toen één soort, Goloboffia vellardi, een spin die voorkomt in Chili. In 2019 werden vier bijkomende soorten beschreven.

## Soorten
- Goloboffia biberi Ferretti, Ríos-Tamayo & Goloboff, 2019
- Goloboffia gonzalezi Montenegro & Aguilera, 2022
- Goloboffia griswoldi Ferretti, Ríos-Tamayo & Goloboff, 2019
- Goloboffia megadeth Ferretti, Ríos-Tamayo & Goloboff, 2019
- Goloboffia pachelbeli Ferretti, Ríos-Tamayo & Goloboff, 2019
- Goloboffia vellardi (Zapfe, 1961)